# Betta
Pour les articles homonymes, voir Betta (homonymie).
Cet article possède un paronyme, voir Beta (homonymie).
Genre
Betta est un genre de poissons d'eau douce de la famille des Osphronemidae, ils sont plus communément appelés « Combattants ».

## Répartition
Toutes les espèces de ce genre sont originaires d'Asie du Sud-Est.

## Caractéristiques
La plupart des combattants sont de petites tailles, mais certaines espèces peuvent atteindre une douzaine de centimètres comme B. akarensis. Ils possèdent un organe, le labyrinthe, qui leur permet de respirer le dioxygène présent dans l'air leur permettant ainsi d'évoluer dans des milieux où l'eau est peu oxygénée tel que les ruisseaux à faible débit ou les rizières.

### Comportement
Les combattants sont des poissons territoriaux, qui tolèrent les femelles, mais peuvent aussi tolérer la présence d'autres mâles, sauf Betta splendens qui ne supporte que très rarement la présence d'un congénère.

### Alimentation
Ces poissons mangent des vers, des larves de moustiques, des insectes et des petits poissons.

### Reproduction
Ils ont 2 techniques de frai différentes :
- Le "bubble-nesting" ou le Nid de bulles, qui consiste à faire un nid de bulles en surface de l'eau (souvent en s'aidant de la végétation environnante). Une fois le nid fait, le mâle attire une femelle dessous et la reproduction commence. La femelle est ensuite chassée et les œufs déposés dans le nid par le mâle les surveillera jusqu'à la nage libre des alevins.
- L'incubation buccale est une autre technique consistant à garder les alevins dans la bouche pour les protéger.

Ce sont les mâles qui se chargent de la protection des œufs et des alevins.

## Étymologie
Betta vient du malais «ikan betah» qui signifie « poisson persistant ».

## Consommateurs
Les poissons combattants sont la proie des serpents d'eau, en particulier du genre Homalopsis dont l'homalopside joufflu.

## Liste des espèces
Ce genre regroupe 78 espèces, sans compter les différentes localités, réparties en 13 complexes :
- Complexe akarensis :
  - Betta akarensis Regan, 1910
  - Betta antoni Tan & Ng, 2006
  - Betta aurigans Tan & Lim, 2004
  - Betta balunga Herre, 1940
  - Betta chini Ng, 1993
  - Betta ibanorum Tan & Ng, 2004
  - Betta nuhulon Kamal, Tan & Ng, 2020[1]
  - Betta obscura Tan & Ng, 2005
  - Betta pinguis Tan & Kottelat, 1998

- Complexe albimarginata :
  - Betta albimarginata Kottelat & Ng, 1994
  - Betta channoides Kottelat & Ng, 1994

- Complexe anabatoides :
  - Betta anabatoides Bleeker, 1851
  - Betta midas Tan, 2009

- Complexe bellica :
  - Betta bellica Sauvage, 1884
  - Betta simorum Tan & Ng, 1996

- Complexe coccina :
  - Betta brownorum Witte & Schmidt, 1992
  - Betta burdigala Kottelat & Ng, 1994
  - Betta coccina Vierke, 1979
  - Betta hendra Schindler & Linke, 2013
  - Betta iaspis Ding et al., 2025[2]
  - Betta livida Ng & Kottelat, 1992
  - Betta miniopinna Tan & Tan, 1994
  - Betta mulyadii Ding et al., 2025[2]
  - Betta persephone Schaller, 1986
  - Betta rutilans Witte & Kottelat, 1991
  - Betta tussyae Schaller, 1985
  - Betta uberis Tan & Ng, 2006

- Complexe dimidiata : 
  - Betta dimidiata Roberts, 1989
  - Betta krataios Tan & Ng, 2006

- Complexe edithae : 
  - Betta edithae Vierke, 1984

- Complexe foerschi : 
  - Betta dennisyongi Tan, 2013
  - Betta foerschi Vierke, 1979
  - Betta mandor Tan & Ng, 2006
  - Betta rubra Perugia, 1893
  - Betta strohi Schaller & Kottelat, 1989

- Complexe picta : 
  - Betta falx Tan & Kottelat, 1998
  - Betta picta (Valenciennes, 1846)
  - Betta simplex Kottelat, 1994
  - Betta taeniata Regan, 1910

- Complexe pugnax : 
  - Betta apollon Schindler & Schmidt, 2006
  - Betta breviobesus Tan & Kottelat, 1998
  - Betta cracens Tan & Ng, 2005
  - Betta enisae Kottelat, 1995
  - Betta ferox Schindler & Schmidt, 2006
  - Betta fusca Regan, 1910
  - Betta kuehnei Schindler & Schmidt, 2008
  - Betta lehi Tan & Ng, 2005
  - Betta pallida Schindler & Schmidt, 2004
  - Betta prima Kottelat, 1994
  - Betta pugnax (Cantor, 1849)
  - Betta pulchra Tan & Tan, 1996
  - Betta raja Tan & Ng, 2005
  - Betta schalleri Kottelat & Ng, 1994
  - Betta stigmosa Tan & Ng, 2005

- Complexe splendens : 
  - Betta imbellis Ladiges, 1975
  - Betta mahachaiensis Kowasupat et al.[3], 2012
  - Betta siamorientalis Kowasupat et al.[4], 2012
  - Betta smaragdina Ladiges, 1972
  - Betta splendens Regan, 1910
  - Betta stiktos Tan & Ng, 2005

- Complexe unimaculata : 
  - Betta compuncta Tan & Ng, 2006
  - Betta gladiator Tan & Ng, 2005
  - Betta ideii Tan & Ng, 2006
  - Betta macrostoma Regan, 1910
  - Betta ocellata de Beaufort, 1933
  - Betta pallifina Tan & Ng, 2005
  - Betta patoti Weber & de Beaufort, 1922
  - Betta unimaculata (Popta, 1905)

- Complexe waseri : 
  - Betta andrei Tan, 2023[5]
  - Betta chloropharynx Kottelat & Ng, 1994
  - Betta hipposideros Ng & Kottelat, 1994
  - Betta omega Tan & Bin Ahmad, 2018[6]
  - Betta pardalotos Tan, 2009
  - Betta pi Tan, 1998
  - Betta renata Tan, 1998
  - Betta spilotogena Ng & Kottelat, 1994
  - Betta tomi Ng & Kottelat, 1994
  - Betta waseri Krummenacher, 1986